# Созопол (футбольный клуб)
ФК Созопол (болг. ФК Созопол) — болгарский футбольный клуб из одноимённого города в юго-восточной Болгарии. Домашние матчи команда проводит на стадионе Арена Созопол, вмещающем около 3 500 зрителей. Ныне «Созопол» выступает во втором по силе дивизионе  Болгарии.

## История
В 2008 году «Созопол» присоединился к Юго-Восточной группе «В». Команда провела на этом уровне шесть сезонов. В 2012 году клуб начал проводить свои домашние матчи на Арене Созопол, вмещавшей около 2000 зрителей и открытой в том же году. По итогам сезона 2013/2014 клуб «Созопол» наконец Юго-Восточную группу «В», тем самым завоевав путёвку в Группу «Б» и впервые добившись профессионального статуса. В том же сезоне команда вышел в 1/8 финала Кубка Болгарии, одолев в первом раунде в гостях «Академик» из Свиштова со счётом 2:0. Но затем «Созопол» был разгромлен «Литексом» по сумме двух матчей 1:8 (1:2 дома и 0:6 в гостях).
Клуб закончил свой первый сезон в Группе «Б» на шестом месте из 16 и расширили свой стадион, построив южную трибуну, доведя общую вместимость арены до 3500 человек. В розыгрыше Кубка Болгарии 2015/2016 «Созопол», одолев в 1/8 финала с минимальным счётом пловдивский «Ботев», представителя Группы «А». 10 декабря 2015 года, в 1/4 финала, «Созопол» был разгромлен в гостях софийским ЦСКА 0:3. По итогам того же сезона команда заняла четвёртое место в Группе «Б», что стало для неё лучшим результатом в недолгой истории. Спустя год «Созопол» повторил этот успех, но уже во Второй профессиональной футбольной лиге, сменившей в ходе реформы Группу «Б». Но уже в следующем сезоне клуб занял предпоследнее место в лиге и вернулся на любительский уровень.